# الهيئة العامة للرعاية الصحية (مصر)
الهيئة العامة للرعاية الصحية هي هيئة حكومية مصرية ذات شخصية اعتبارية مستقلة تتبع وزير الصحة والسكان ومقرها الرئيسي محافظة القاهرة. أنشأت بموجب القانون رقم 2 لسنة 2018 ولائحته التنفيذية كأحد الأعمدة الثلاث الرئيسية لمشروع التأمين الصحي الشامل الجديد والذي يديره ثلاث هيئات رئيسية هي(هيئة التأمين، هيئة الرعاية، هيئة الرقابة) لتطبيق منظومة التأمين الصحي الشامل. تُعد هيئة الرعاية الصحية هي أداة الدولة الرئيسية في ضبط وتنظيم تقديم الخدمات الصحية التأمينية، وتتولى هيئة الرعاية الصحية إجراء الفحص الطبي الشامل لكل العاملين بالدولة، للتحقيق من لياقتهم صحيًا ونفسيًا لأداء عملهم، وفحص المؤمن عليهم بشكل دوري، وتكون الهيئة مسئولة عن تحديد المُعرّضين للإصابة بأحد الأمراض المهنية، بعد أداء مقابل الخدمة، الذي تحدده الهيئة عن كل مؤمن عليه تفحصه، على أن يتحمل صاحب العمل مقابل تقديم الخدمة، ويلتزم بسداده لهيئة الرعاية الصحية، خلال 10 أيام من تاريخ مطالبتها به.
تقدم الهيئة العامة للرعاية الصحية تقاريرها إلى وزير الصحة، وتقدم خدمات الرعاية الصحية والعلاجية على جميع مستويات الخدمة الثلاثة، وتؤول لهيئة الرعاية الصحية تدريجياً طبقا لقرارات رئيس مجلس الوزراء الصادرة في هذا الشأن الأصول العلاجية لمنافذ تقديم الخدمة الصحية التابعة لوزارة الصحة من مستشفيات الأمانة العامة ومستشفيات التأمين الصحي وكذلك منافذ تقديم الخدمة التابعة لمديريات الشؤون الصحية بالمحافظات من مستشفيات عامة ومستشفيات مركزية و(وحدات صحية/مكاتب صحة/وحدات طب الأسرة/مراكز طب الأسرة/مراكز حضرية) داخل محافظة مُعينة عندما يتم انضمام هذه المحافظة لنظام التأمين الصحي الشامل.

## التشريعات المنظمة
- قانون رقم 2 لسنة 2018 بشأن نظام التأمين الصحي الشامل.[8][9]
- قرار رئيس مجلس الوزراء رقم 2418 لسنة 2019.[10]
- قرار رئيس مجلس الوزراء رقم 2419 لسنة 2019.[11]
- قرار رئيس مجلس الوزراء رقم 2118 لسنة 2021.[12]
- قرار رئيس مجلس الوزراء رقم 546 لسنة 2022.[13]
- قرار رئيس مجلس الوزراء رقم 1434 لسنة 2022.[14]
- قرار رئيس مجلس الوزراء رقم 4236 لسنة 2022.[15]

## المستشفيات التابعة

### بورسعيد
- مستشفى 30 يونيو
- مستشفى الحياة بورفؤاد
- مستشفى السلام بورسعيد
- مستشفى النصر
- مستشفي التضامن
- مستشفي الرمد ببورسعيد
- مستشفي دار صحة المرأة

### الإسماعلية
- مجمع الإسماعيلية الطبى
- مركز 30 يونيو الدولي لامراض الكلي و المسالك البولية
- مستشفي أبو خليفة للطوارئ
- مستشفي فايد التخصصي
- مستشفى القصاصين التخصصى

### الأقصر
- مستشفى إيزيس التخصصي للولادة
- مستشفى العديسات للأطفال
- مستشفى الكرنك الدولي
- مستشفى حورس التخصصي
- مستشفى طيبة التخصصي

### جنوب سيناء
- مستشفى شرم الشيخ الدولي
- مستشفي رأس سدر المركزي
- مستشفى طابا المركزي
- مستشفى سانت كاترين المركزي
- مستشفى دهب المركزي

### أسوان
- مستشفى المسلة التخصصي
- مستشفي أسوان العام
- مستشفي دراو المركزي
- مستشفي كوم امبو العام
- مستشفى النيل التخصصي
- مستشفى الرمد التخصصي بأسوان

### السويس
- مجمع السويس الطبي
- مستشفى الجهاز التنفسى والرعاية الرئوية بالسويس
- مستشفى السويس للجراحات الدقيقة

## أنظر أيضاً
- المؤسسة العلاجية.
- الهيئة العامة للمستشفيات والمعاهد التعليمية.
- أمانة المراكز الطبية.
- الهيئة العامة للتأمين الصحي.
- الهيئة العامة للتأمين الصحي الشامل.
- الهيئة العامة للاعتماد والرقابة الصحية.

## وصلات خارجية
- الموقع الرسمي للهيئة.
- الصفحة الرسمية للهيئة على موقع فيس بوك.